# Bandicam
Bandicam este un utilitar de captură și înregistrare a ecranului dezvoltat inițial de Bandisoft și ulterior de Bandicam Company, care poate face capturi de ecran sau înregistra modificări de ecran.
Bandicam este format din trei moduri. Unul este modul de înregistrare a ecranului, care poate fi utilizat pentru înregistrarea unei anumite zone de pe ecranul computerului. Celălalt este modul de înregistrare a jocului, care poate înregistra ținta creată în DirectX sau OpenGL. Și ultimul este modul de înregistrare a dispozitivelor care înregistrează camere web și dispozitive HDMI.
Bandicam afișează un număr de FPS (cadre pe secundă) în colțul ecranului în timp ce fereastra DirectX / OpenGL este activă. Când numărul de FPS este afișat în verde, înseamnă că programul este gata de înregistrare, iar când începe înregistrarea, schimbă culoarea numărului de FPS în roșu. Numărul de cadre pe secundă nu este afișat când programul înregistrează în modul Înregistrare ecran. Acest software are o rată maximă de 144 de cadre pe secundă.
Bandicam este shareware, ceea ce înseamnă că poate fi testat gratuit cu funcționalitate limitată (este adesea numit crippleware). Versiunea gratuită a Bandicam își plasează numele ca filigran în partea de sus a fiecărui videoclip înregistrat, iar fiecare videoclip înregistrat are o durată limitată de 10 minute. Cu toate acestea, utilizatorii pot ajusta marginea ecranului cu ecranul video, astfel încât filigranul să fie în afară ecranului de la videoclip.
Videoclipul creat poate fi salvat în formatele AVI sau MP4. De asemenea, Bandicam poate face capturi de ecran și le poate salva ca BMP, PNG sau JPG. Bandicam dispune de un mod de înregistrare cu completare automată, care poate limita procesul de captare video la o dimensiune specificată sau o valoare de timp.